# Cydalima decipiens
Cydalima decipiens là một loài bướm đêm trong họ Crambidae.